# 2019年ベルギーグランプリ
2019年ベルギーグランプリ (2019 Belgian Grand Prix) は、2019年のF1世界選手権第13戦として、2019年9月1日にスパ・フランコルシャンで開催された。
正式名称は「Formula 1 Johnnie Walker Belgian Grand Prix 2019」。

## レース前
タイヤ
本レースでピレリが用意するドライタイヤのコンパウンドは、ハード（白）：C1、ミディアム（黄）：C2、ソフト（赤）：C3の硬い組み合わせ。
サマーブレイク中の動向
2020年シーズンの動向
- レッドブルはマックス・フェルスタッペンの残留が確定した。本レースからの同チーム及びトロ・ロッソのドライバー交代については後述する。
- メルセデスは8月29日にバルテリ・ボッタスの残留を発表し、2020年もルイス・ハミルトンとボッタスのコンビが継続する一方、リザーブドライバーのエステバン・オコンは同日にルノーと複数年契約を交わし、ダニエル・リカルドとコンビを組むことになった。これにより、ニコ・ヒュルケンベルグは本年をもってルノーを離れる。
- 同日、FIAは2020年の暫定カレンダーを発表。ドイツグランプリが外れる一方、ベトナムグランプリとオランダグランプリが追加され、史上最多の22戦で開催される。これに伴い、パワーユニット（以下PU）の年間基数制限が見直され、MGU-Kが2基から3基に増やされる。

パワーユニット(PU)
後半戦の開始とともに、各エンジンメーカーがアップグレードを行ったPUを新たに投入した。
- ホンダはレッドブルに移籍したアレクサンダー・アルボンとトロ・ロッソのダニール・クビアトに対し、新仕様の「スペック4」PUを投入する。両者とも年間基数制限を超えての交換になるため、グリッド降格ペナルティを受ける。
- メルセデスはカスタマーのレーシング・ポイントとウィリアムズを含めた全チームのPUをアップグレードする。
- ルノーはカスタマーのマクラーレンを含む全4台のPUを「スペックC」に更新する。ランド・ノリス以外の3台は年間基数制限を超えての交換になるため、グリッド降格ペナルティを受ける。
- フェラーリはカスタマーのハースとアルファロメオに対し、新スペックのPUを投入した。交換対象はエンジン（ICE）、ターボチャージャー（TC）、MGU-Hであり、いずれも年間基数制限の範囲内であるためペナルティは受けない。

## エントリーリスト
レッドブルは、トロ・ロッソのアレクサンダー・アルボンを昇格させ、アルボンと入れ替わる形でピエール・ガスリーがトロ・ロッソに降格する。
アルファロメオはキミ・ライコネンが肉離れを起こしたため、リザーブドライバーでインディカー・シリーズに参戦中のマーカス・エリクソンをアメリカから急遽呼び寄せて待機させる。
ウィリアムズはニコラス・ラティフィを3度目のFP1に出走させる。

## フリー走行
FP1（金曜午前）
快晴の中セッションがスタートした。開始18分にルイス・ハミルトンが無線で「パワーがない」と訴えてスローダウン。なんとかピットへ戻り、スローダウンの原因がスロットルペダルの不具合と判明し、すぐに交換作業が行われる。30分過ぎにランス・ストロールのエンジンカウルが剥がれ飛んで破片が散乱したため、バーチャルセーフティカー(VSC)が発動された。VSC解除後、レッドブルのマックス・フェルスタッペンがトップタイムを出し、新たなチームメイトとなったアレクサンダー・アルボンも3番手のタイムを出す。その後、シャルル・ルクレールとセバスチャン・ベッテルのフェラーリ勢が相次いでトップタイムを更新し、アルボンはフェルスタッペンを上回った。ハミルトンは残り30分になってミディアムタイヤでチームメイトのバルテリ・ボッタスとともに周回を重ね始めたが、何度もコースを飛び出し「タイヤがすぐにオーバーヒートしてしまう」と無線で訴えるなど精彩を欠いた。フェルスタッペンはアルボンを上回ったが、フェラーリ勢には及ばず3番手、アルボンは4番手で終えた。トップタイムはベッテルの1分44秒574。
FP2（金曜午後）
午後も「スパ・ウェザー」とは無縁の青空のもと、各車決勝を見据えたロングラン走行を始める。フェルスタッペンは26分に「パワーがない」と訴えてピットに戻った。ただし、この時搭載されていたホンダのPUはマイレージを多く重ねたものであり、翌日には他のものに載せ替えるとしている。セッション終了5分前にレーシング・ポイントのセルジオ・ペレスのPUにトラブルが発生し、煙を出してマシンを止めたため赤旗が出され、セッションはそのまま終了した。ペレスのメルセデスPUは前述の通り本レースから投入された新スペックのものであり、メルセデスPU使用チーム（メルセデス、レーシング・ポイント、ウィリアムズ）にとって懸念材料となった。なお、ペレスのPUは旧スペックに戻されたため、ペナルティは科されない。トップタイムはルクレールの1分44秒123で、ベッテルが2番手で午前に続いてフェラーリ勢の1-2、メルセデス勢が3-4番手に続いたが、フェルスタッペンはPUトラブルに見舞われたペレスを下回り6番手、アルボンは10番手に終わっている。
同日、レーシング・ポイントはペレスと3年契約を結び、2022年までチームに留まり、2020年もストロールとのコンビ継続が決定した。
FP3（土曜午前）
新たに「Cスペック」PUを投入したルノーだったが、カスタマーのマクラーレンを含む全4台に対し、この日から旧スペック（スペックB）のPUに戻された。ルノーはCスペックの信頼性の問題ではなく、オーバーテイクが可能なサーキットでペナルティを消化し、新たなPUをプールしておきたかったためだと述べている。
土曜日も快晴に恵まれてスタートした。各車インスタレーションラップを行った後にピットへ戻り、15分経過してから再びコースインされ、20分にベッテルがトップタイムを出してフェラーリ勢の1-2体制となる。28分にメルセデス勢もフェラーリ勢に続く3-4番手となったが、ハミルトンがターン12でコースアウトを喫してクラッシュし、赤旗中断となる。マシンは左フロント部分が大きく破損したがモノコックに損傷はなく、チームによると予選開始までにマシンの修復を終える見込みとしている。再開後にルクレールが1分44秒206でベッテルを上回るトップタイムを出した。最終的に4番手となったフェルスタッペンだが、「ブレーキバランスが悪い」と無線で報告するなどセットアップが決まらない状況であった。

## 予選
2019年8月31日 15:00 CEST(UTC+2)
シャルル・ルクレールがチームメイトで2番手のセバスチャン・ベッテルに0.7秒差の差を付け、今季3度目のポールポジションを獲得した。ベッテルは3番手のルイス・ハミルトンに0.015秒差の僅差で、フェラーリがフロントローを独占した。
FP3のクラッシュでマシンを大破させたハミルトンは、Q1開始時までにマシンの修理が間に合わなかったが、ロバート・クビサのエンジンが派手にブローしてマシンを止めたため赤旗中断となり、中断の間にマシンの修復が終わったことで再開後からアタックできた。チームメイトのバルテリ・ボッタスは4番手で、メルセデス勢が2列目を占めた。マックス・フェルスタッペンはQ1の最初のアタックでスローダウンしてノータイムのままピットに戻ったが、すぐに対策を施されてQ1を突破し、最終的に5番手となった。残り1分にアントニオ・ジョヴィナッツィもエンジンブローに見舞われてマシンを止めたため2回目の赤旗が出され、Q1は終了した。

### 結果
| 順位                | No. | ドライバー                   | コンストラクター                   | Q1       | Q2       | Q3       | Grid |
| ------------------- | --- | ---------------------------- | ---------------------------------- | -------- | -------- | -------- | ---- |
| 1                   | 16  | シャルル・ルクレール         | フェラーリ                         | 1:43.587 | 1:42.938 | 1:42.519 | 1    |
| 2                   | 5   | セバスチャン・ベッテル       | フェラーリ                         | 1:44.109 | 1:43.037 | 1:43.267 | 2    |
| 3                   | 44  | ルイス・ハミルトン           | メルセデス                         | 1:45.260 | 1:43.592 | 1:43.282 | 3    |
| 4                   | 77  | バルテリ・ボッタス           | メルセデス                         | 1:45.141 | 1:43.980 | 1:43.415 | 4    |
| 5                   | 33  | マックス・フェルスタッペン   | レッドブル-ホンダ                  | 1:44.622 | 1:44.132 | 1:43.690 | 5    |
| 6                   | 3   | ダニエル・リカルド           | ルノー                             | 1:45.560 | 1:44.103 | 1:44.257 | 10 1 |
| 7                   | 27  | ニコ・ヒュルケンベルグ       | ルノー                             | 1:45.899 | 1:44.549 | 1:44.542 | 12 2 |
| 8                   | 7   | キミ・ライコネン             | アルファロメオ-フェラーリ          | 1:45.842 | 1:44.140 | 1:44.557 | 6    |
| 9                   | 11  | セルジオ・ペレス             | レーシング・ポイント-BWTメルセデス | 1:45.732 | 1:44.707 | 1:44.706 | 7    |
| 10                  | 20  | ケビン・マグヌッセン         | ハース-フェラーリ                  | 1:45.839 | 1:44.738 | 1:45.086 | 8    |
| 11                  | 8   | ロマン・グロージャン         | ハース-フェラーリ                  | 1:45.694 | 1:44.797 |          | 9    |
| 12                  | 4   | ランド・ノリス               | マクラーレン-ルノー                | 1:46.154 | 1:44.847 |          | 11   |
| 13                  | 18  | ランス・ストロール           | レーシング・ポイント-BWTメルセデス | 1:46.000 | 1:45.047 |          | 16 3 |
| 14                  | 23  | アレクサンダー・アルボン     | レッドブル-ホンダ                  | 1:45.528 | 1:45.799 |          | 17 4 |
| 15                  | 99  | アントニオ・ジョヴィナッツィ | アルファロメオ-フェラーリ          | 1:45.637 | No Time  |          | 18 5 |
| 16                  | 10  | ピエール・ガスリー           | トロ・ロッソ-ホンダ                | 1:46.435 |          |          | 13   |
| 17                  | 55  | カルロス・サインツ           | マクラーレン-ルノー                | 1:46.507 |          |          | 15 6 |
| 18                  | 26  | ダニール・クビアト           | トロ・ロッソ-ホンダ                | 1:46.518 |          |          | 19 7 |
| 19                  | 63  | ジョージ・ラッセル           | ウィリアムズ-メルセデス            | 1:47.548 |          |          | 14   |
| 107% time: 1:50.838 |     |                              |                                    |          |          |          |      |
| NC                  | 88  | ロバート・クビサ             | ウィリアムズ-メルセデス            | No Time  |          |          | PL 8 |
| ソース:             |     |                              |                                    |          |          |          |      |

追記
- ^1 - リカルドはFP1で年間最大基数を超えるパワーユニット交換（5基目のエンジン(ICE)）を行ったため5グリッド降格[31]
- ^2 - ヒュルケンベルグはFP1で年間最大基数を超えるパワーユニット交換（6基目のICE）を行ったため5グリッド降格[32]
- ^3 - ストロールはFP1で年間最大基数を超えるパワーユニット交換（4基目のICE/ターボチャージャー(TC)/MGU-H）を行い、降格グリッド数が15を超えたため後方グリッドに降格[33]
- ^4 - アルボンはFP1で年間最大基数を超えるパワーユニット交換（4基目のICE/TC/MGU-H、3基目のMGU-K/エナジーストア(ES)/コントロールエレクトロニクス(CE)）を行い、降格グリッド数が15を超えたため後方グリッドに降格[34]
- ^5 - ジョヴィナッツィは以下のペナルティが科された。
  - 予選後に年間最大基数を超えるパワーユニット交換（4基目のICE/TC/MGU-H/CE）を行い、降格グリッド数が15を超えたため後方グリッドに降格[35]
  - 予選後に6戦以内のギアボックス交換を行ったため5グリッド降格（後方グリッドへの降格が決定したため影響なし）[36]
- ^6 - サインツは以下のペナルティが科された。
  - FP1で年間最大基数を超えるパワーユニット交換（5基目のICE）を行ったため5グリッド降格[37]
  - 予選後に年間最大基数を超えるパワーユニット交換（4基目のMGU-K/ES）を行ったため10グリッド降格[38]
- ^7 - クビアトは以下のペナルティが科された。
  - FP1で年間最大基数を超えるパワーユニット交換（5基目のICE/TC/MGU-H、4基目のMGU-K）を行い、降格グリッド数が15を超えたため後方グリッドに降格[39]
  - FP3で6戦以内のギアボックス交換を行ったため5グリッド降格（後方グリッドへの降格が決定したため影響なし）[40]
- ^8 - クビサはQ1でタイムを記録できなかったが、スチュワードの判断により決勝への出走が許可された[41]。予選後にパルクフェルメを破ってパワーユニット交換と6戦以内のギアボックス交換（5グリッド降格だが影響なし）を行ったため、決勝はピットレーンからスタートする[42][43]

## 決勝
2019年9月1日 15:10 CEST(UTC+2)
ポールポジションのシャルル・ルクレールが、自身のF1初優勝をポール・トゥ・ウィンで果たした。

### 展開
レース前、前日のFIA-F2決勝での多重クラッシュで亡くなったアントワーヌ・ユベールに1分間の黙祷が捧げられた。
スタートではポールポジションのルクレールが首位を守り、2番手セバスチャン・ベッテル、3番手ハミルトンが順にターン1に飛び込んで行くが、マックス・フェルスタッペンは発進加速が鈍くキミ・ライコネンらに先行を許し、順位を取り戻すためブレーキングを遅らせたフェルスタッペンは行き場を失ってライコネンと接触し、左トラックロッドを損傷し、その後のオールージュで直進してタイヤバリアに突き刺さりリタイアとなった。その後方ではフェルスタッペンに詰まって行き場をなくしたリカルドがストロールに接触されてフロントウイングを破損。これらのアクシデントにより、オープニングラップからセーフティカーが出動することとなった。
レースは4周目に再開される見込みだったが、PUの壊れたサインツが最終シケインにマシンを止めたため延期され、翌5周目に再開となった。この時点での順位は首位ルクレール、2番手ベッテル、3番手ハミルトン、4番手バルテリ・ボッタス、5番手ランド・ノリスであった。首位のルクレールが19周目に入ると、生前にカーナンバー「19」を使用していたユベールに向けて現地の観客からスタンディングオベーションが送られた。21周目にルクレールがピットインしミディアムに履き替え、ベッテルの5秒後方でコースに戻った。翌22周目にハミルトンがピットインするが左リヤタイヤの交換ロスにより、ルクレールの3秒後方でコースに復帰した。
27周目のメインストレートでフェラーリはベッテルに順位入れ替えのチームオーダーを出し、ベッテルはこれに従ってルクレールを先行させる。ベッテルは32周目のケメルストレートでハミルトンにパスされたうえ、間をおかずにボッタスにも詰め寄られたため、33周目にピットインしてソフトに履き替えてボッタスの後方に戻った。レースは終盤に入り、ルクレールは中団グループのトラフィックに引っかかったこともあってペースが伸び悩み、ハミルトンが一気に差を縮める。
残り1周でルクレールとハミルトンの差が1.5秒を切る。ターン10ではジョビナッツィが大クラッシュ。ルクレールはそのクラッシュでのイエローフラッグに助けられた形となり、ポジションを守り切ってポールからの初優勝を果たし、これはフェラーリにとって今季初優勝となった。また、F1において新たな優勝者が生まれたのはボッタスが初勝利を果たした2017年ロシアグランプリ以来であった。2位にはDRS圏内まで迫ったハミルトンであったが、彼自身は初優勝を果たしたルクレールを祝福するコメントを称えた。3位ボッタス、ベッテルはファステストラップを記録したもののボッタスに届かず4位に終わった。
中団グループトップの5位を走行していたノリスは最終ラップに入ったところでエキゾーストから煙を出し、そのままチェッカーを受けようとするが、PUが止まりリタイアとなった。アルボンは最終ラップに5位のペレスをケメルストレートでオーバーテイクし、レッドブル・ホンダ昇格後初レースを5位で終えた。7位にクビアト、8位はヒュルケンベルグで、トロロッソ・ホンダ降格後初レースのガスリーが9位、ストロールが10位となった。
キャリア初優勝を飾ったルクレールは、この勝利を親友であったユベールに捧げた。また、今レースの表彰式ではユベールに敬意を表してシャンパンファイトが行われなかった。ドライバー・オブ・ザ・デイには初優勝を果たしたルクレールの得票率を0.2%という僅差で上回ったノリスが選ばれた。

### 結果
| 順位    | No. | ドライバー                   | コンストラクター                   | 周回数 | タイム/リタイア原因 | Grid | Pts.  |
| ------- | --- | ---------------------------- | ---------------------------------- | ------ | ------------------- | ---- | ----- |
| 1       | 16  | シャルル・ルクレール         | フェラーリ                         | 44     | 1:23:45.710         | 1    | 25    |
| 2       | 44  | ルイス・ハミルトン           | メルセデス                         | 44     | +0.981              | 3    | 18    |
| 3       | 77  | バルテリ・ボッタス           | メルセデス                         | 44     | +12.585             | 4    | 15    |
| 4       | 5   | セバスチャン・ベッテル       | フェラーリ                         | 44     | +26.422             | 2    | 13 FL |
| 5       | 23  | アレクサンダー・アルボン     | レッドブル-ホンダ                  | 44     | +1:21.325           | 17   | 10    |
| 6       | 11  | セルジオ・ペレス             | レーシング・ポイント-BWTメルセデス | 44     | +1:24.448           | 7    | 8     |
| 7       | 26  | ダニール・クビアト           | トロ・ロッソ-ホンダ                | 44     | +1:29.657           | 19   | 6     |
| 8       | 27  | ニコ・ヒュルケンベルグ       | ルノー                             | 44     | +1:46.639           | 12   | 4     |
| 9       | 10  | ピエール・ガスリー           | トロ・ロッソ-ホンダ                | 44     | +1:49.168           | 13   | 2     |
| 10      | 18  | ランス・ストロール           | レーシング・ポイント-BWTメルセデス | 44     | +1:49.838           | 16   | 1     |
| 11†     | 4   | ランド・ノリス               | マクラーレン-ルノー                | 43     | パワーユニット      | 11   |       |
| 12      | 20  | ケビン・マグヌッセン         | ハース-フェラーリ                  | 43     | +1 Lap              | 8    |       |
| 13      | 8   | ロマン・グロージャン         | ハース-フェラーリ                  | 43     | +1 Lap              | 9    |       |
| 14      | 3   | ダニエル・リカルド           | ルノー                             | 43     | +1 Lap              | 10   |       |
| 15      | 63  | ジョージ・ラッセル           | ウィリアムズ-メルセデス            | 43     | +1 Lap              | 14   |       |
| 16      | 7   | キミ・ライコネン             | アルファロメオ-フェラーリ          | 43     | +1 Lap              | 6    |       |
| 17      | 88  | ロバート・クビサ             | ウィリアムズ-メルセデス            | 43     | +1 Lap              | PL   |       |
| 18†     | 99  | アントニオ・ジョヴィナッツィ | アルファロメオ-フェラーリ          | 42     | アクシデント        | 18   |       |
| Ret     | 55  | カルロス・サインツ           | マクラーレン-ルノー                | 1      | パワーロス          | 15   |       |
| Ret     | 33  | マックス・フェルスタッペン   | レッドブル-ホンダ                  | 0      | アクシデント        | 5    |       |
| ソース: |     |                              |                                    |        |                     |      |       |

ファステストラップ
- セバスチャン・ベッテル - 1:46.409（36周目）

ラップリーダー
- 1-20=ルクレール、21-22=ハミルトン、23-26=ベッテル、27-44=ルクレール

追記
- ^FL - ファステストラップの1点を含む
- † - リタイアだが、90%以上の距離を走行したため規定により完走扱い

## 第13戦終了時点のランキング
|         | 順位 | ドライバー                 | ポイント |
| ------- | ---- | -------------------------- | -------- |
|         | 1    | ルイス・ハミルトン         | 268      |
|         | 2    | バルテリ・ボッタス         | 203      |
|         | 3    | マックス・フェルスタッペン | 181      |
|         | 4    | セバスチャン・ベッテル     | 169      |
|         | 5    | シャルル・ルクレール       | 157      |
| ソース: |      |                            |          |

|         | 順位 | コンストラクター    | ポイント |
| ------- | ---- | ------------------- | -------- |
|         | 1    | メルセデス          | 471      |
|         | 2    | フェラーリ          | 326      |
|         | 3    | レッドブル-ホンダ   | 254      |
|         | 4    | マクラーレン-ルノー | 82       |
|         | 5    | トロ・ロッソ-ホンダ | 51       |
| ソース: |      |                     |          |

- 注：ドライバー、コンストラクター共にトップ5のみ表示。